# Bleib Tapfer
Bleib Tapfer è il secondo album del gruppo pop punk tedesco WIZO, autopubblicato sull'etichetta del gruppo, la Hulk Räckorz nel 1992.

## Tracce
1. Bei Dir - 1:31
2. Mein Tod - 3:21
3. Nice Day - 4:18
4. Bleib Tapfer - 3:30
5. Es ist Vorbei - 4:35
6. &?#§$)% ? - 0:21
7. Geisterfahrer - 2:32
8. Alte Frau - 3:31
9. Nix & Niemant - 2:48
10. Leichen - 3:58
11. Alter Bruder - 2:01

## Formazione
- Axel Kurth - voce, chitarra
- Jörn Genserowski - basso
- Charly - batteria